# Johann Baptist Gaudy
Johann Baptist Gaudy (* 18. März 1831 in Rapperswill; † 12. November 1901 ebenda) war ein Schweizer Kaufmann, Bankier und Politiker.

## Leben

### Familie
Johann Baptist Gaudy war der Sohn des Tuchhändlers Josef Claudius Gaudy.
Er war mit Anna Henriette, der Tochter des Unternehmers und Bankpräsidenten Carl August Brändlin (1817–1888), verheiratet.

### Werdegang
Johann Baptist Gaudy besuchte das Gymnasium in Offenburg sowie die Kantonsschule in St. Gallen (siehe Kantonsschule am Burggraben) und die Kantonsschule in Aarau (siehe Alte Kantonsschule Aarau), bevor er eine Lehre im Handelshaus Barel in Neuenburg absolvierte.
Seit 1850 war er als Tuchhändler tätig.
Nachdem im Grossen Rat in St. Gallen 1864 die Frage nach einer staatlich gegründeten Hypothekarbank aufgekommen war, sprach er sich, gemeinsam mit Johann Zündt (1816–1873) und dem Bezirksammann von Werdenberg, Schwendener, im Großen Rat für die Gründung einer Privatbank aus. Ein entsprechender Beschlussantrag führte 1865 zur Gründung einer Leihbank, deren Direktor er von 1865 bis zu seinem Tod war. Wegen eines zu grossen finanziellen Engagements für den Bau des Seedammes Rapperswil-Hurden und dem Minderwert von Wertschriften ging die Bank 1901 fast Bankrott. Nach seinem Tod wurde festgestellt, dass der Bank ein Schaden in Höhe von über 750.000 Schweizer Franken verursacht worden war; 1902 wurde die Leihbank von der Toggenburger Bank übernommen.
1855 war er Leutnant und 1858 Oberleutnant in der Artillerie in der Schweizer Armee. Er wurde 1860 zum Hauptmann und 1863 zum Major befördert und war 1866 Kommandant der Artillerie-Brigade 15. 1868 erfolgte seine Beförderung zum Oberstleutnant und im darauffolgenden Jahr war er Kommandant der 6. Artilleriebrigade. Er wurde 1875 zum Oberst befördert.

### Politisches und gesellschaftliches Wirken
Johann Baptist Gaudy war eine autokratische Natur und bestimmte über mehrere Jahrzehnte das politische Leben von Rapperswil massgeblich mit.
Er war von 1861 bis 1865 Stadtammann von Rapperswil sowie von 1855 bis 1866 und von 1882 bis 1900 St. Galler Grossrat (1884 Vizepräsident, 1885 Präsident, 1888 Vizepräsident, 1889 Präsident, 1893 Vizepräsident, 1894 Präsident). Im Großen Rat gehörte er einer Kommission an, die darüber beriet, ob die christkatholische Genossenschaft in St. Gallen als öffentliche Kirchengemeinde anerkannt werden solle.
Eine Wahl zum St. Galler Regierungsrat lehnte er 1870 ab.
Von 1882 bis 1900 war er Präsident des Ortsverwaltungsrats Rapperswil und von 1866 bis 1881, als Nachfolger von Basil Ferdinand Curti, Nationalrat und gehörte dort zur demokratischen Linken. Im Nationalrat folgte ihm Carl Theodor Curti.
1879 stimmte er als einziger St. Galler Abgeordneter gegen die Wiedereinführung der Todesstrafe.
Anlässlich des Baus der Wald-Rüti-Bahn wurde er 1873 vom Präsidenten des Bundesgerichts, Wilhelm Vigier, und 1875 durch den Bundesrat für die Linie Winterthur-Zofingen in die Eidgenössische Schätzungskommission gewählt. Er förderte den Anschluss der Ostschweiz an die Gotthardlinie, initiierte 1873 und bildete, gemeinsam mit dem Schwyzer Kantonsrat Benedikt Gyr-Benziger (1835–1906), dem Gemeindeschreiber Höhn und Fürsprecher Carl Widmer-Kappeler die Direktion der projektierten Zürichsee–Gotthardbahn; Carl Widmer-Kappeler entwendete 1883 als Direktor der Schweizerischen Unfallversicherungs-Actiengesellschaft Wertpapiere im Wert von 152.000 Schweizer Franken. 1878 lehnte Johann Baptist Gaudy eine Wiederwahl in den Verwaltungsrat der Zürichsee–Gotthardbahn ab.
1891 war er Präsident des Katholischen Realschulrats.

## Mitgliedschaften
Johann Baptist Gaudy war 1861 Mitgründer der Freiwilligen Feuerwehr Rapperswil, die kurz darauf beim Brand von Glarus zum Einsatz kam.
1865 war er Präsident des Sängervereins von Rapperswil und Festpräsident des Eidgenössisches Sängerfestes 1866 in Rapperswil; er übergab das Amt des Festpräsidenten beim Eidgenössischen Sängerfest 1868 an Franz Vinzenz Lang (1821–1899). Für die Teilnahme der Schweiz am Schwäbischen Sängerfest 1868 war er zum Zentralpräsidenten bestimmt worden.
Er wurde 1869 bei der Gründung des Sängervereins vom Seebezirk in Rapperswil zum Präsidenten des Gründungskomitees bestellt.
Seit 1863 war er Präsident der Gemeinnützigen Gesellschaft des Seebezirks und trat im Mai 1892 von seinem Amt zurück.